# Psilogaster loti
Psilogaster loti és una espècie de lepidòpter ditrisi de la família dels lasiocàmpids (Lasiocampidae), subfamília Lasiocampinae. És l'única espècie del gènere Psilogaster.
Habita les garrigues del sud de França, Península Ibèrica i nord d'Àfrica. La larva s'alimenta d'estepes (Cistus salviaefolius, Cistus albidus, Cistus populifolius, Cistus ladanifer, Cistus laurifolius, Cistus clusii) i possiblement de romaní (Rosmarinus officinalis) i heliantem (Helianthemum). L'adult vola de març a octubre i el mascle té un envergadura alar del 27 a 35 mm.

## Subespècies
- Psilogaster loti loti (Ochsenheimer, 1810) (França, Península Ibèrica)
- Psilogaster loti algeriensis Panadero, 1885 (del Marroc a Líbia)
- Psilogaster loti simulatrix Chrétien, 1910 (Tunísia i Líbia)

## Galeria

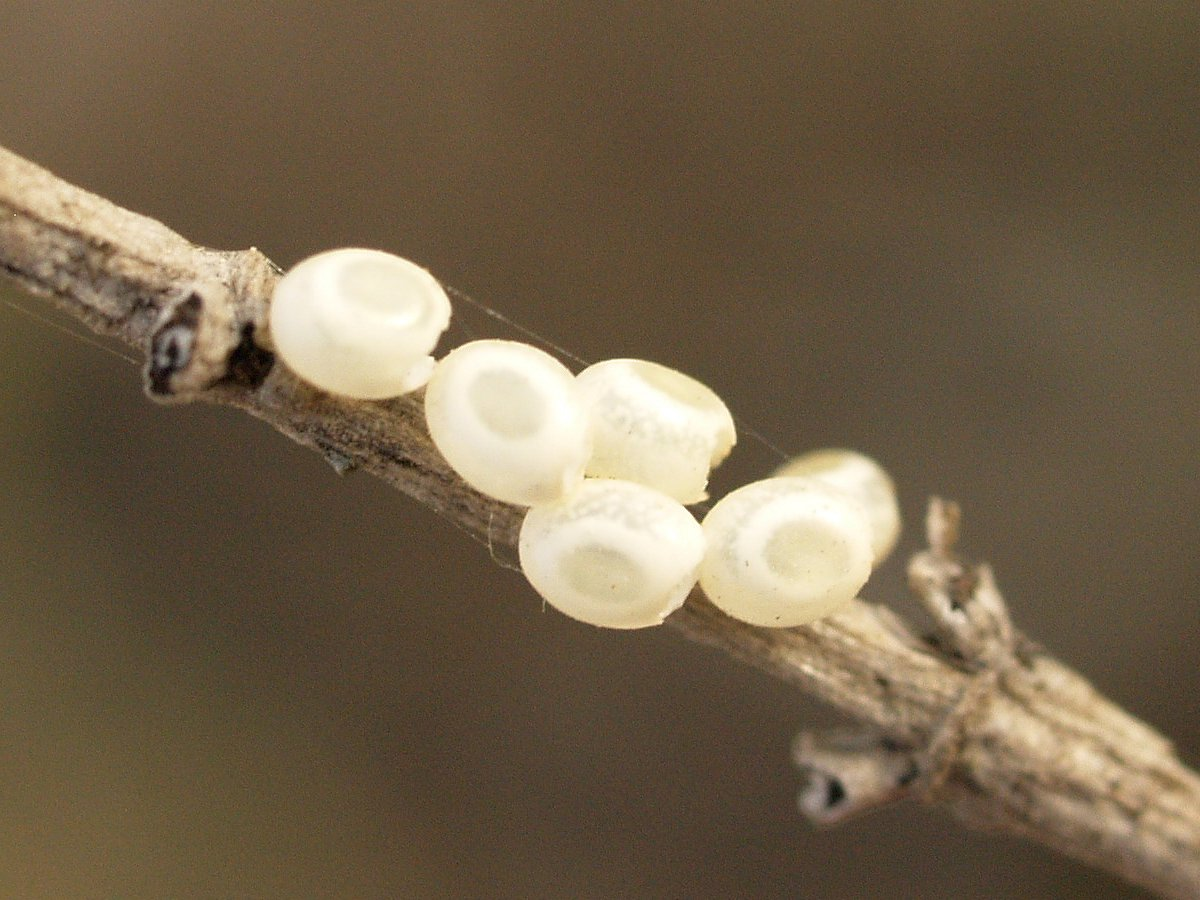
Psilogaster loti ous desclosos
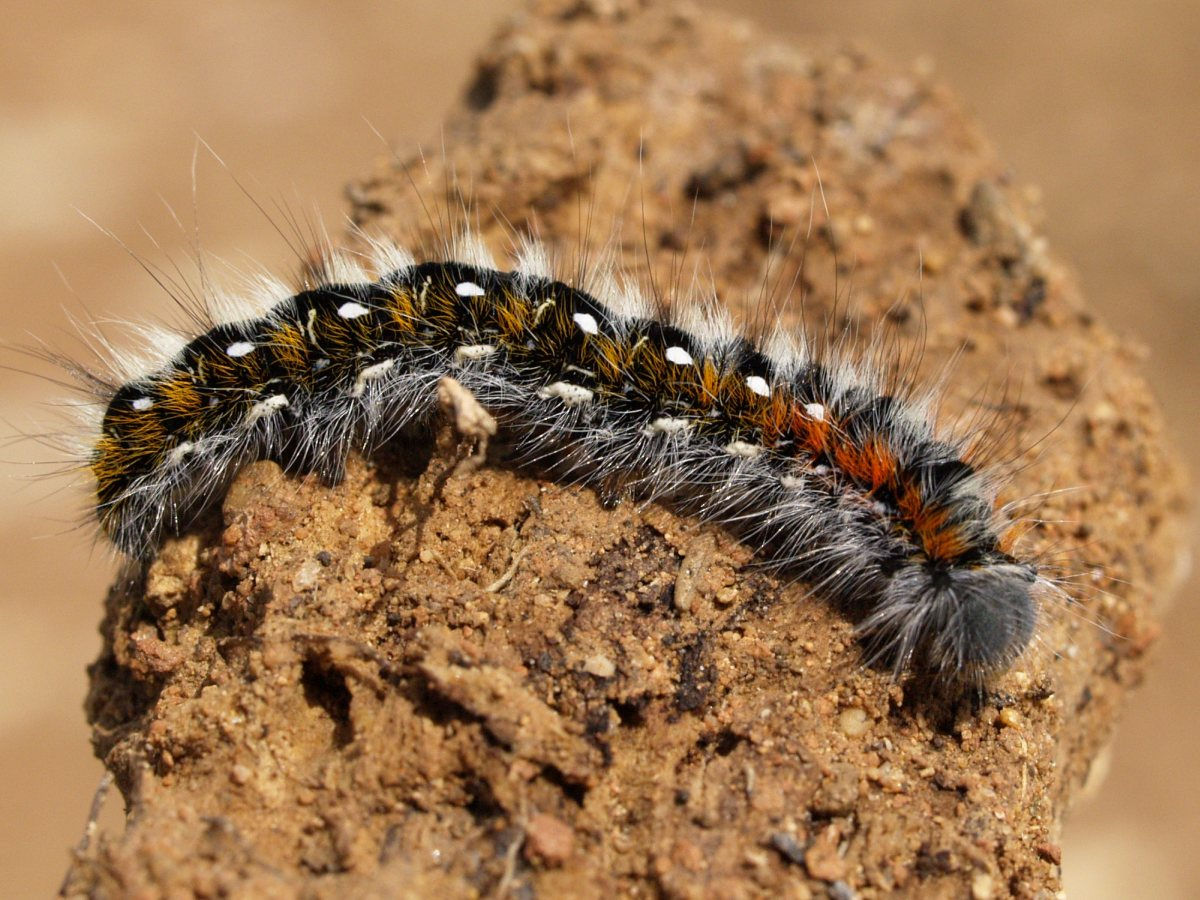
Psilogaster loti larva
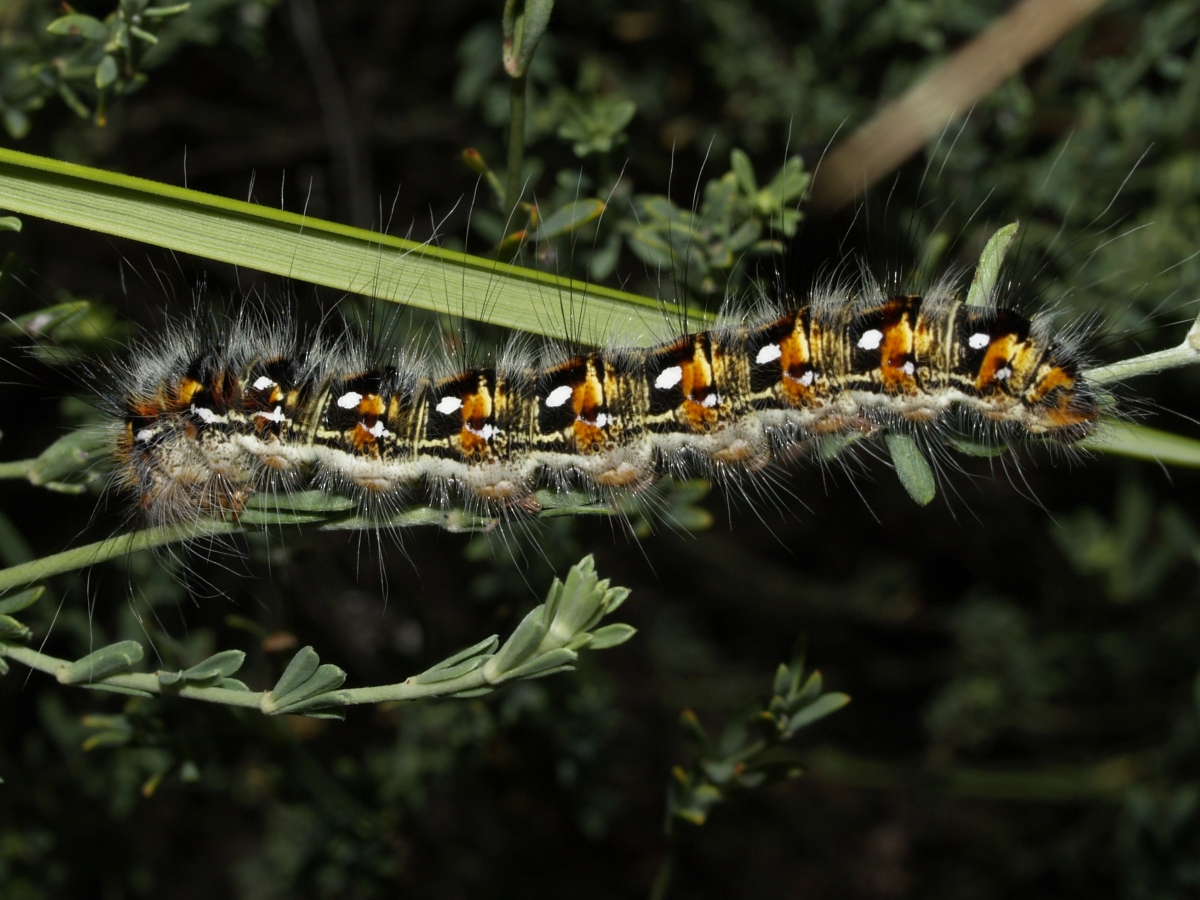
Psilogaster loti larva